# Società Sportiva Torres Fo.S. 1998-1999
Questa voce raccoglie le informazioni riguardanti la Società Sportiva Torres Fo.S. nelle competizioni ufficiali della stagione 1998-1999.

## Organigramma societario
Area amministrativa
- Presidente: Leonardo Marras

Area tecnica
- Allenatore:

## Rosa
(parziale)
| N. |                   | Ruolo | Calciatrice       |
| -- | ----------------- | ----- | ----------------- |
|    | Italia (bandiera) | D     | Damiana Deiana    |
|    | Italia (bandiera) | D     | Gioia Masia       |
|    | Italia (bandiera) | D     | Daniela Tavalazzi |
|    | Italia (bandiera) | D     | Rossella Soriga   |
|    | Italia (bandiera) | C     | Monica Placchi    |

| N. |                   | Ruolo | Calciatrice       |
| -- | ----------------- | ----- | ----------------- |
|    | Italia (bandiera) | C     | Maria Grazia Ruiu |
|    | Italia (bandiera) | A     | Claudia Cuccu     |
|    | Italia (bandiera) | A     | Rita Guarino      |
|    | Italia (bandiera) | A     | Tamara Pintus     |

## Calciomercato

### Sessione estiva
| Acquisti | Acquisti          | Acquisti         | Acquisti   |
| R.       | Nome              | da               | Modalità   |
| -------- | ----------------- | ---------------- | ---------- |
| D        | Damiana Deiana    | Cascine Vica     | definitivo |
| C        | Maria Grazia Ruiu | Attilia Nuoro    | definitivo |
| A        | Claudia Cuccu     | Delfino Cagliari | definitivo |
| A        | Rita Guarino      | Cascine Vica     | definitivo |

| Cessioni | Cessioni        | Cessioni  | Cessioni   |
| R.       | Nome            | a         | Modalità   |
| -------- | --------------- | --------- | ---------- |
| P        | Giorgia Brenzan | ACF Milan | definitivo |

### Sessione invernale
| Acquisti | Acquisti | Acquisti | Acquisti |
| R.       | Nome     | da       | Modalità |
| -------- | -------- | -------- | -------- |
|          |          |          |          |

| Cessioni | Cessioni | Cessioni | Cessioni |
| R.       | Nome     | a        | Modalità |
| -------- | -------- | -------- | -------- |
|          |          |          |          |

## Risultati

### Serie A

#### Girone di andata
| Arbitro: | Boresta (Roma) |

|                                    |           |                          |
| Guarino 28’ (rig.), 46’ Soriga 86’ | Marcatori | 40’ Fiorini 41’ Pallotti |

| 10 ottobre 1998, ore 15:30 CEST 2ª giornata | Lazio CF | 0 – 4 | Torres Fo.S. |  |

| Sassari 17 ottobre 1998, ore 15:00 CEST 3ª giornata | Torres Fo.S. | 3 – 0 | Gravina | Stadio Acquedotto |

| 24 ottobre 1998, ore 15:00 CEST 4ª giornata | ACF Milan | 2 – 3 | Torres Fo.S. |  |

| Sassari 31 ottobre 1998, ore --:-- CET 5ª giornata | Torres Fo.S. | 5 – 1 | Lugo Zambelli | Stadio Acquedotto |

| 7 novembre 1998, ore --:-- CET 6ª giornata | Torino | 0 – 2 | Torres Fo.S. |  |

| Sassari 14 novembre 1998, ore --:-- CET 7ª giornata | Torres Fo.S. | 1 – 2 | G.E.A.S. | Stadio Acquedotto |

| 21 novembre 1998, ore --:-- CET 8ª giornata | Verona Gunther | 0 – 2 | Torres Fo.S. |  |

| Sassari 28 novembre 1998, ore --:-- CET 9ª giornata | Torres Fo.S. | 2 – 2 | Sarzana | Stadio Acquedotto |

| 19 dicembre 1998, ore --:-- CET 10ª giornata | Autolelli Picenum | 1 – 1 | Torres Fo.S. |  |

| 5 dicembre 1998, ore --:-- CET 11ª giornata | Modena | 0 – 1 | Torres Fo.S. |  |

| Sassari 12 dicembre 1998, ore --:-- CET 12ª giornata | Torres Fo.S. | 3 – 0 | Bologna CF | Stadio Acquedotto |

| 16 gennaio 1999, ore --:-- CET 13ª giornata | Pisa | 1 – 2 | Torres Fo.S. |  |

| Sassari 23 gennaio 1999, ore --:-- CET 14ª giornata | Torres Fo.S. | 7 – 2 | Fiammamonza | Stadio Acquedotto |

| 30 gennaio 1999, ore --:-- CET 15ª giornata | Bardolino | 2 – 3 | Torres Fo.S. |  |

#### Girone di ritorno
| 6 febbraio 1999, ore --:-- CET 16ª giornata | Agliana | 1 – 2 | Torres Fo.S. |  |

| Sassari 13 febbraio 1999, ore --:-- CET 17ª giornata | Torres Fo.S. | 0 – 0 | Lazio CF | Stadio Acquedotto |

| 20 febbraio 1999, ore --:-- CET 18ª giornata | Gravina | 1 – 2 | Torres Fo.S. |  |

| Sassari 27 febbraio 1999, ore --:-- CET 19ª giornata | Torres Fo.S. | 2 – 1 | ACF Milan | Stadio Acquedotto |

| 6 marzo 1999, ore --:-- CET 20ª giornata | Lugo Zambelli | 0 – 3 | Torres Fo.S. |  |

| Sassari 13 marzo 1999, ore --:-- CET 21ª giornata | Torres Fo.S. | 2 – 0 | Torino | Stadio Acquedotto |

| 20 marzo 1999, ore --:-- CET 22ª giornata | G.E.A.S. | 0 – 1 | Torres Fo.S. |  |

| Sassari 27 marzo 1999, ore --:-- CET 23ª giornata | Torres Fo.S. | 4 – 0 | Verona Gunther | Stadio Acquedotto |

| 10 aprile 1999, ore --:-- CEST 24ª giornata | Sarzana | 2 – 7 | Torres Fo.S. |  |

| Sassari 17 aprile 1999, ore --:-- CEST 25ª giornata | Torres Fo.S. | 4 – 1 | Autolelli Picenum | Stadio Acquedotto |

| Sassari 24 aprile 1999, ore --:-- CEST 26ª giornata | Torres Fo.S. | 12 – 0 | Modena | Stadio Acquedotto |

| 1 maggio 1999, ore --:-- CEST 27ª giornata | Bologna CF | 2 – 2 | Torres Fo.S. |  |

| Sassari 15 maggio 1999, ore --:-- CEST 28ª giornata | Torres Fo.S. | 3 – 0 | Pisa | Stadio Acquedotto |

| Monza 22 maggio 1999, ore --:-- CEST 29ª giornata | Fiammamonza | 1 – 2 | Torres Fo.S. | Stadio Gino Alfonso Sada |

| Sassari 27 maggio 1999, ore --:-- CEST 30ª giornata | Torres Fo.S. | 4 – 1 | Bardolino | Stadio Acquedotto |

## Statistiche

### Statistiche di squadra
| Competizione | Punti | In casa | In casa | In casa | In casa | In casa | In casa | In trasferta | In trasferta | In trasferta | In trasferta | In trasferta | In trasferta | Totale | Totale | Totale | Totale | Totale | Totale | DR  |
| Competizione | Punti | G       | V       | N       | P       | Gf      | Gs      | G            | V            | N            | P            | Gf           | Gs           | G      | V      | N      | P      | Gf     | Gs     | DR  |
| ------------ | ----- | ------- | ------- | ------- | ------- | ------- | ------- | ------------ | ------------ | ------------ | ------------ | ------------ | ------------ | ------ | ------ | ------ | ------ | ------ | ------ | --- |
| Serie A      | 79    | 15      | .       | .       | .       | .       | .       | 15           | .            | .            | .            | .            | .            | 30     | 25     | 4      | 1      | 93     | 26     | +67 |
| Coppa Italia | -     | .       | .       | .       | .       | .       | .       | .            | .            | .            | .            | .            | .            | .      | .      | .      | .      | .      | .      |     |
| Totale       | -     | .       | .       | .       | .       | .       | .       | .            | .            | .            | .            | .            | .            | .      | .      | .      | .      | .      | .      | .   |

### Andamento in campionato
| Giornata  | 1 | 2 | 3 | 4 | 5 | 6 | 7 | 8 | 9 | 10 | 11 | 12 | 13 | 14 | 15 | 16 | 17 | 18 | 19 | 20 | 21 | 22 | 23 | 24 | 25 | 26 | 27 | 28 | 29 | 30 |
| --------- | - | - | - | - | - | - | - | - | - | -- | -- | -- | -- | -- | -- | -- | -- | -- | -- | -- | -- | -- | -- | -- | -- | -- | -- | -- | -- | -- |
| Luogo     | C | T | C | T | C | T | C | T | C | T  | T  | C  | T  | C  | T  | T  | C  | T  | C  | T  | C  | T  | C  | T  | C  | C  | T  | C  | T  | C  |
| Risultato | V | V | V | V | V | V | P | V | N | N  | V  | V  | V  | V  | V  | V  | N  | V  | V  | V  | V  | V  | V  | V  | V  | V  | N  | V  | V  | V  |
| Posizione |   |   |   |   |   |   |   |   |   |    |    |    |    |    |    |    |    |    |    |    |    |    |    |    |    |    |    |    |    | 2  |

Legenda:

Luogo: C = Casa; T = Trasferta. Risultato: V = Vittoria; N = Pareggio; P = Sconfitta.

### Statistiche delle giocatrici
| Giocatore    | Serie A  | Serie A | Serie A     | Serie A    | Coppa Italia | Coppa Italia | Coppa Italia | Coppa Italia | Totale   | Totale | Totale      | Totale     |
| Giocatore    | Presenze | Reti    | Ammonizioni | Espulsioni | Presenze     | Reti         | Ammonizioni  | Espulsioni   | Presenze | Reti   | Ammonizioni | Espulsioni |
| ------------ | -------- | ------- | ----------- | ---------- | ------------ | ------------ | ------------ | ------------ | -------- | ------ | ----------- | ---------- |
| C. Cuccu     | ?        | ?       | ?           | ?          | ?            | ?            | ?            | ?            | ?        | ?      | ?           | ?          |
| D. Deiana    | ?        | ?       | ?           | ?          | ?            | ?            | ?            | ?            | ?        | ?      | ?           | ?          |
| R. Guarino   | 24       | 40      | ?           | ?          | ?            | ?            | ?            | ?            | 24+      | 40+    | ?           | ?          |
| G. Masia     | ?        | ?       | ?           | ?          | ?            | ?            | ?            | ?            | ?        | ?      | ?           | ?          |
| T. Pintus    | ?        | ?       | ?           | ?          | ?            | ?            | ?            | ?            | ?        | ?      | ?           | ?          |
| M. Placchi   | ?        | ?       | ?           | ?          | ?            | ?            | ?            | ?            | ?        | ?      | ?           | ?          |
| M.G. Ruiu    | ?        | ?       | ?           | ?          | ?            | ?            | ?            | ?            | ?        | ?      | ?           | ?          |
| D. Tavalazzi | ?        | ?       | ?           | ?          | ?            | ?            | ?            | ?            | ?        | ?      | ?           | ?          |